# 北海道道947号留真線
北海道道947号留真線（ほっかいどうどう947ごう るしんせん）は、北海道十勝郡浦幌町内を結ぶ一般道道（北海道道）である。

## 概要

### 路線データ
- 起点：北海道十勝郡浦幌町留真（留真温泉）
- 終点：北海道十勝郡浦幌町留真（北海道道56号本別浦幌線交点）
- 総延長：4.5km

## 歴史
- 1978年（昭和53年）5月6日 路線認定[1]。

## 地理

### 通過する自治体
- 十勝総合振興局
  - 十勝郡浦幌町

### 主な接続道路
浦幌町
- 道東林道 - 留真（起点）
- 北海道道56号本別浦幌線 - 留真（終点）